# Peter Schulze (Musikjournalist)
Peter Schulze (* 1947) ist ein deutscher Musikjournalist und Produzent.
Schulze studierte ab 1968 in Berlin Komposition und Tonmeister. Seit 1970 war er als Jazz- und Popredakteur sowie als Produzent bei Radio Bremen tätig. 1998 wurde er bis zum Ende des Kulturprogramms im Jahr 2001 Musikchef von Radio Bremen 2.
Zwischen 2003 und 2007 war Schulze Künstlerischer Leiter des JazzFests Berlin. Von 2005 bis 2010 war er Vorstandsmitglied im Europe Jazz Network, einem Zusammenschluss europäischer Jazzveranstalter. 2005 wurde er zunächst künstlerischer Berater und seit 2013 einer der beiden Künstlerischen Leiter des Messeevents jazzahead!. 2002 war er Gründungsvorsitzender und ist seither Vorsitzender des Vereins Freunde des Sendesaales, der in langjährigem Kampf den Abriss des historisch und akustisch bedeutsamen Saales in Bremen verhindert hat und als Sendesaal Bremen seit 2009 betreibt.
Mit Klaus Kuhnke und Manfred Miller (mit denen er ab Ende der 1960er Jahre bei Radio Bremen zusammenarbeitete) war er 1975 einer der Begründer des Klaus-Kuhnke-Archivs für Populäre Musik (vormals Archiv für Populäre Musik) in Bremen.
Er ist Vater des Schauspielers Moritz Zielke.

## Auszeichnungen
Im Februar 2020 wurde Schulze für seinen Einsatz für den norwegischen Jazz durch den König Harald V. mit dem norwegischen Verdienstorden als Ritter erster Klasse ausgezeichnet.